# Татарські Сугути
Татарські Сугу́ти (рос. Татарские Сугуты, чув. Тутар Сăкăчĕ) — село у складі Батиревського району Чувашії, Росія. Адміністративний центр та єдиний населений пункт Татарсько-Сугутського сільського поселення.
Населення — 1290 осіб (2010; 1377 у 2002).
Національний склад:
- татари — 100 %